# 蒼空の魔王ルーデル
『蒼空の魔王ルーデル』（そうくうのまおうルーデル）は、永川成基原作、かたやままこと作画による日本の漫画作品。第二次世界大戦中にドイツ空軍軍人だった実在の人物ハンス=ウルリッヒ・ルーデルを主人公とするミリタリーアクション漫画。
『WEBコミックガンマ』（竹書房）で第1話が2016年7月に掲載され、以後、同サイトで2019年3月20日まで連載。コミックスはバンブーコミックスより刊行。

## 主な登場人物
ハンス=ウルリッヒ・ルーデル
初登場時少尉。
「死の影」が見える特殊な能力を持ち、その「死の影」から逃れるために飛び続けている。
「酒は身体を壊す毒」ということで酒は飲まず、ミルクを飲んでいる。
ステーン大尉
1話（1941年9月）時点でのルーデルの上官（大隊長）。
遠距離偵察隊にいたルーデルを急降下爆撃航空団にスカウトした。ルーデルを自分に似ているから強くなると認めている。
戦艦マラート攻撃後にルーデルの後方機銃手だったシャルノヴスキー伍長と共に出撃し、戦死。
ヘンシェル
シャルノヴスキー伍長の次にルーデルの相棒となるのスツーカの後方機銃手。初登場時兵長。
4巻で戦死。
プレスラー大尉
ステーン大尉の後任となる大隊長。ステーン大尉同様にルーデルとは気が合っている。
アレク・ロースマン
ソ連のスパイであり、ドイツ軍の整備兵としてルーデルと行動を共にする。乗機に対するルーデルの無茶ぶりな依頼（防弾板の増設、機銃を7.92mm MG 15 機関銃からMG 151 20mm機関銃に換装）にも応える。
アレクは本名の愛称だが、ロースマン姓は死んだ整備兵の名であり、ルーデルがそう名乗るように勧めている。
ソ連のスパイであることはSS（武装親衛隊）やルーデルにも知られているが、アレクの動機がソ連への母国愛ではなく、生き延びて幼なじみアーネチカと再会することであるため、二重スパイとして活動の継続を認められる。4巻ではヘンシェルの戦死後にルーデルの後方機銃手も務める。
ヴォルフラム・フォン・リヒトホーフェン
航空大将として登場。前線を離れないルーデルに騎士鉄十字章授与するために前線を訪れる。
「赤い悪魔」と呼ばれた従兄とルーデルとに共通した雰囲気を指摘する。
アドルフ・ガーランド
戦闘機隊総監。登場時は大佐。後に少将として再登場。
ルーデルの騎士鉄十字章授与に合わせての登場。生涯現役パイロットを宣言している。
ガーデルマン
スツーカの後方機銃手の訓練も受ける変わり者の軍医。
4巻よりルーデルの後方機銃手となる。
ハンナ
架空の人物。民間人のテストパイロットであり、ルーデルと共にJu87Gの開発に携わる。なお、本作ではHs129B-1の胴体下面に「30mmMK 101機関砲」を増設した試作機を火力の点でルーデルが気に入り、Ju87に搭載させたのがJu87Gとなった設定となっている。
戦後はルーデルと共にアメリカ合衆国でA-10の開発に携わる。
アドルフ・ヒトラー
ドイツ帝国総統。
本作ではルーデル同様に「死の影」が見える人物とされている。ヒトラー自身はそれが自分とルーデルが「超越種」であるためと理解している。ルーデルと違って「死の影」を利用できると考えている。
フォン・ブラウン
V2ロケット開発者。
ストレルコフ
ソ連のNKVD所属。アレクをスパイとしてドイツ軍に送り込んだ張本人。
ヤーナ
ソ連の女性戦闘機パイロット。ドイツ軍の捕虜となったがドイツ戦闘機隊パイロットを恋仲になったと騙して脱走する。ドイツ軍機を3機以上撃墜しておりエース・パイロットである。なお、3機目は自身を逃がしてくれたドイツ軍パイロット。
ソ連空軍のエースパイロットであるシェスタコフ大佐から求婚されるが、シェスタコフ大佐はルーデルに撃墜され戦死する。
アーネチカ
アレクの幼馴染で婚約者。ドイツ将校から機密情報を聞き出すため、ストレルコフに麻薬漬けにされ娼婦として働かせられる。

## 書誌情報
- 永川成基（原作）、かたやままこと（作画） 『蒼空の魔王ルーデル』 竹書房〈バンブーコミックス〉、全5巻
  1. 2017年2月17日発売、ISBN 978-4-8019-5758-9
  2. 2017年9月27日発売、ISBN 978-4-8019-6059-6
  3. 2018年4月27日発売、ISBN 978-4-8019-6222-4
  4. 2018年11月27日発売、ISBN 978-4-8019-6451-8
  5. 2019年5月27日発売、ISBN 978-4-8019-6620-8